# Charles Dausabea
Charles Dausabea (21 de agosto de 1960 - 14 de outubro de 2019) foi um político das Ilhas Salomão.

## Vida pregressa
Depois de estudar no Instituto Técnico Honiara no final da década de 1970, frequentou a Escola de Treinamento de Polícia e depois uma academia de polícia em Taiwan. Na década de 1980, enquanto servia na polícia, foi "condenado por falsidade ideológica e receptação de bens roubados" e preso.

## Carreira política
Entrando na política, esteve no Conselho Municipal de Honiara em 1990 e depois entrou no Parlamento Nacional como parlamentar para East Honiara em uma eleição em 19 de dezembro de 1990, após a renúncia do parlamentar Bartholomew Ulufa'alu. O primeiro-ministro Solomon Mamaloni posteriormente o nomeou Chief Whip. Ele perdeu seu assento para John Kauluae nas eleições gerais de 1993, mas o recuperou em agosto de 1997. Depois de perdê-lo para Simeon Bouro nas eleições de 2001, o reconquistou mais uma vez em abril de 2006.
Foi um dos líderes da Malaita Eagle Force durante a violência interétnica caótica em que o país mergulhou de 1999 a 2003. Como tal, "teve um papel fundamental no golpe de 2000", no qual a Eagle Force sequestrou e depôs o primeiro-ministro Bartholomew Ulufa'alu, acusando-o de não atender suficientemente aos interesses da comunidade malaita em Guadalcanal.
Em 5 de maio de 2006, após tumultos que forçaram o primeiro-ministro Snyder Rini a renunciar, o novo primeiro-ministro Manasseh Sogavare nomeou Dausabea como Ministro da Polícia e Segurança Nacional. No momento da sua nomeação, Dausabea tinha acabado de ser detido, pela "polícia australiana e local" que atuava no âmbito da Missão de Assistência Regional para as Ilhas Salomão (RAMSI), através da qual a Austrália e outros países do Pacífico prestaram serviços essenciais as Ilhas Salomão após a violência de 1999 a 2003. Descrito por um oficial australiano como "o homem mais perigoso das Ilhas Salomão", foi acusado de ter participado dos distúrbios que levaram à queda do governo Rini. Em 9 de junho, Sogavare "foi forçado a substituí-lo após uma reação da igreja local e líderes comunitários, bem como de doadores de ajuda externa". Dausabea permaneceu na prisão durante todo o seu tempo hipotético como ministro do governo. As acusações acabaram sendo retiradas, por falta de provas em meio a alegações de pagamentos de testemunhas secretas pela Polícia Federal Australiana para garantir sua condenação. Um vazamento do Gabinete, no entanto, alegou que Sogavare havia exercido influência para que as acusações contra ele fossem canceladas.
Em 5 de dezembro de 2007, Sogavare nomeou Dausabea como Ministro do Serviço Público. A nomeação durou pouco; o governo Sogavare foi derrubado por uma moção de desconfiança em 20 de dezembro.
Dausabea perdeu seu assento novamente em 2008 depois de ser condenado por fraude e preso por dezoito meses.
Em 2012 tornou-se o líder do Fórum Malaita Ma'asina, um movimento que faz campanha para a Província de Malaita obter plena autonomia política em relação ao governo nacional.

## Morte
Faleceu em outubro de 2019 "após uma longa doença".